# Capo Lena (nave mercantile)
Il Capo Lena (già Astrolabe, già Saint Augustin, già Avristan, già Saint René) è stato un piroscafo da carico italiano (ed in precedenza francese e britannico), violatore di blocco durante la seconda guerra mondiale. Dopo la cattura da parte tedesca è stato ribattezzato dapprima Kapolina e poi Sperrbrecher 37.

## Storia
Costruito tra il 1920 ed il 1921 nei cantieri William Gray and Company Ltd. di West Hartlepool (numero di cantiere 937) con il nome di Saint René, il piroscafo, da 4508 o 4453 tonnellate di stazza lorda e 2622 tonnellate di stazza netta, apparteneva in origine alla Société Navale de l'Ouest (SNO), con sede a Le Havre. La nave era la prima di una serie di quattro piroscafi (Saint René, Saint Roger, Saint Stanislas, Saint Thimothée) ordinati nel marzo 1918 dalla SNO per rimpiazzare le perdite causate dalla prima guerra mondiale. Avendo ordinato in tutto 22 piroscafi, la SNO si ritrovò con un numero eccessivo di bastimenti, pertanto, nel 1923, decise di rivendere i quattro della serie «Saint René» alla ditta Frank Clarke Strick.
Il 23 novembre 1922, pertanto, il piroscafo venne acquistato dalla Strick Line Ltd. (Frank Clarke Strick & Co.) di Londra, che gli diede il nome di Avristan e lo mise in servizio nel 1923. Nel 1928-1929 il mercantile, così come i tre gemelli, venne venduto alla Compagnie Navale et Commerciale de l'Océanie (CNCO), con sede a Bordeaux, che lo ribattezzò Saint Augustin e lo impiegò per poco tempo sulla linea della Nuova Caledonia. Nel 1930, tuttavia, la flotta della CNCO venne liquidata e, su iniziativa del governo, il Saint Augustin, al pari delle navi gemelle, venne comprato dalla Société des Services Contractuels des Messageries Maritimes, con sede a Dunkerque, che gli mutò nome in Astrolabe per impiegarlo sulla linea dell'Oceano Pacifico via canale di Panama. Tra l'11 agosto 1930 e l'11 maggio 1931 il piroscafo venne sottoposto a lavori di trasformazione in piroscafo misto nei Chantiers de la Gironde, ricevendo così sistemazioni per 22 passeggeri di prima classe e 28 di seconda classe, oltre a 600 emigranti. La stazza lorda aumentò a 4820 tsl (o, per altre fonti, a 5117 tsl). Venne inoltre modificata l'alimentazione delle caldaie, che da nafta divenne carbone. L'Astrolabe iniziò il primo viaggio dopo la trasformazione il 16 febbraio 1931.
L'ultimo cambio di armatore avvenne nel 1935, quando la nave, essendo stata giudicata non abbastanza veloce – al pari di due dei tre piroscafi gemelli – e pertanto essendo stata disarmata a Marsiglia dal 1933 (o dal 1934), venne messa in vendita e fu acquistata dalla Società anonima Compagnia Genovese di Navigazione a Vapore (con sede a Genova), venne ribattezzata Capo Lena ed iscritta, con matricola 2073, al Compartimento marittimo di Genova.
All'ingresso dell'Italia nel secondo conflitto mondiale, il 10 giugno 1940, il Capo Lena, proveniente dal Canada con un carico di 2000 tonnellate di cellulosa, si rifugiò nel porto di Vigo, sulla costa atlantica spagnola, dove venne internato. Nei successivi mesi la nave stazionò inattiva in tale porto. 
Nel frattempo lo Stato Maggiore della Regia Marina propose ed ottenne di mettere a punto un piano per far forzare il blocco alleato da parte dei mercantili rifugiati nelle nazioni neutrali più benevole nei confronti dell'Italia (Spagna, Brasile e Giappone) e farli giungere a Bordeaux, base atlantica italiana (Betasom) nella Francia occupata (o, in altri casi, a Saint Nazaire): le navi sarebbero passate sotto il controllo delle forze tedesche, mentre i carichi (ancora a bordo da quando, dopo la dichiarazione di guerra, si erano rifugiate nei porti neutrali) sarebbero stati trasferiti in Italia via terra. Dopo la trasmissione delle istruzioni da seguire per la partenza ed il viaggio, venne organizzata la partenza dei vari mercantili, iniziando dalla Spagna continentale. Le prime due unità scelte da Supermarina per partire furono il Capo Lena e la pirocisterna Clizia. Nel febbraio 1941 il capitano di vascello Bona, addetto navale a Madrid, ricevette disposizioni per preparare la partenza dei due mercantili. Bona passò tali istruzioni al viceconsole a La Coruña Stovich, che il 7 febbraio si recò a bordo della Clizia e l'indomani andò a Vigo per parlare con il comandante del Capo Lena, capitano Giribaldi. Il piano era che le due navi si trasferissero dapprima a Bilbao, dove avrebbero ricevuto ulteriori disposizioni, e quindi a Bordeaux.
Mentre il Clizia salpò il 9 febbraio, il Capo Lena, privo di alcune indispensabili carte nautiche dettagliate della costa francese, dovette attendere sino ad averle ricevute, pertanto partì da Vigo il 12 febbraio, giungendo a Bilbao due giorni più tardi. Il trasferimento delle due navi fu notato dai servizi segreti britannici. In tale porto, oltre al Clizia ed al Capo Lena, si era trasferito anche il piroscafo tedesco Plus, parimenti diretto a Bordeaux. I comandanti delle due navi italiane – il capitano Lavagna del Clizia e Giribaldi del Capo Lena – si recarono a terra per accordarsi con il viceconsole tedesco Burbach, ma mentre si trovavano a terra sorse un violento fortunale: sul Capo Lena, nonostante fossero state filate otto lunghezze di catena (circa 200 metri) per entrambe le ancore, si spezzarono ed andarono perdute entrambe le catene e relative ancore, ed il piroscafo corse rischio di essere gettato contro le banchine, come accadde al Plus (che riportò seri danni a scafo e timone). Il forte vento, tuttavia, girò di colpo da terra ed il Capo Lena scarrocciò verso l'uscita del porto, senza subire alcun danno. Dopo aver ricevuto nuove ancore e catene, il Capo Lena poté ripartire, dieci giorni più tardi, insieme al Clizia. Partite da Bilbao all'alba, le due navi incontrarono al largo di Saint Jean de Luz alcuni dragamine tedeschi, che li scortarono alla foce della Gironda e quindi a Bordeaux, ove giunsero il 27 febbraio.
Il Capo Lena passò quindi sotto il controllo delle forze tedesche, venendo requisito dalla Kriegsmarine nel 1942. Secondo alcune fonti la nave mutò nome in Kapolena (o Kapolina), mentre per altre il cambio di nome avvenne dopo la cattura. L'unità fu impiegata anche come nave caserma, a partire dal 1943.
L'8 od il 9 settembre 1943, in seguito alla proclamazione dell'armistizio, il piroscafo venne catturato dalle truppe tedesche. Dopo il suo incorporo nella Kriegsmarine, si pensò di trasformarlo in posamine come Sperrbrecher 37 (per altra fonte il progetto fu avviato già nel 1942), ma i lavori non ebbero mai inizio.
Il 18 agosto 1944 (od il 1º settembre 1944) gli stessi tedeschi autoaffondarono la nave nei pressi della scogliera Le Grand Charpentier, all'ingresso del porto di Saint Nazaire. Il relitto fu recuperato e demolito dai francesi nel 1946 o nel 1951. Secondo altre fonti la nave non sarebbe stata recuperata, ed il relitto giacerebbe in posizione 47° 14,2866' N O e 2° 15,8311', a profondità compresa tra i 7,7 ed i 9 metri.